# Fermi Gamma-ray Space Telescope
GLAST (ang. Gamma-ray Large Area Space Telescope) – kosmiczne obserwatorium promieniowania gamma, będące wspólnym przedsięwzięciem NASA, Departamentu Energii USA oraz agencji rządowych z Francji, Niemiec, Włoch, Japonii i Szwecji. Od 26 sierpnia 2008 oficjalną nazwą tego satelity jest Fermi GST (ang. Gamma-ray Space Telescope), na cześć włoskiego fizyka Enrica Fermiego.
GLAST został wystrzelony przy użyciu rakiety Delta II 11 czerwca 2008 o godzinie 16:05 GMT. Obecnie znajduje się na kołowej orbicie okołoziemskiej o nachyleniu 25,6°, na wysokości ok. 550 km.
GLAST wyposażony jest w następujące instrumenty naukowe:
- LAT (ang. Large Area Telescope) – detektor o wysokiej czułości i rozdzielczości kątowej, pracujący w zakresie energii fotonów 20 MeV – 300 GeV. Jest następcą instrumentu EGRET, będącym częścią Teleskopu Kosmicznego Comptona.
- GBM (ang. Gamma-ray Burst Monitor) – detektor pracujący w zakresie energii fotonów 8 keV – 30 MeV, charakteryzujący się bardzo krótkim czasem reakcji (ok. 2 μs). Jego głównym zadaniem będzie wykrywanie i lokalizowanie błysków gamma. Jest następcą instrumentu BATSE z Teleskopu Kosmicznego Comptona.

W wyniku jedenastomiesięcznych obserwacji prowadzonych przy użyciu Fermi Large Area Telescope zebrano dane pierwszego katalogu źródeł promieniowania gamma obejmującego całe niebo. Zebrano dane o 1451 obiektach obejmujących energetyczne burze formacji gwiazdowej w galaktykach oraz aktywne jądra galaktyk znajdujące się daleko poza Drogą Mleczną, a także w Galaktyce pulsary, mgławice wiatru pulsarowego, pozostałości po supernowych, masywne rentgenowskie gwiazdy podwójne oraz mikrokwazary.
Wykorzystując dane z NASA Fermi Gamma-ray Space Telescope w 2010 roku naukowcy odkryli 2 bańki poniżej i powyżej płaszczyzny Drogi Mlecznej stykające się z jej środkiem. Każda z baniek ma średnicę 25 000 lat świetlnych, cała struktura istnieje kilka milionów lat.